# Selección de balonmano playa de Croacia
La Selección de balonmano playa de Croacia es la selección de Balonmano playa absoluta del país balcánico. Hasta ahora ha sido una de las selecciones más prestigiosas del mundo, al contar con dos mundiales y cuatro Europeos.

## Historial

### Mundiales
- 2004 - 4º puesto
- 2006 - 7º puesto
- 2008 -  Medalla de oro
- 2010 - 7º puesto
- 2012 -  Medalla de bronce
- 2014 -  Medalla de plata
- 2016 -  Medalla de oro
- 2018 -  Medalla de plata
- 2022 -  Medalla de oro

### Europeos
- 2000 - No participó
- 2002 - 12º puesto
- 2004 - 7º puesto
- 2006 - 6º puesto
- 2007 -  Medalla de plata
- 2009 -  Medalla de oro
- 2011 -  Medalla de oro
- 2013 -  Medalla de oro
- 2015 -  Medalla de oro
- 2017 -  Medalla de bronce